# World Football Summit
World Football Summit (WFS) es una plataforma internacional de congresos y encuentros profesionales centrados en la industria global del fútbol. Desde su creación en 2015, organiza eventos en diferentes regiones del mundo que reúnen a dirigentes de clubes, ligas, federaciones, empresas tecnológicas, patrocinadores y entidades sociales.

## Historia
World Football Summit fue fundado en 2015 en Madrid por Marian Otamendi y Jan Alessie, con el objetivo de crear un espacio de debate y conexión entre los diferentes actores del ecosistema futbolístico. La primera edición se celebró en octubre de 2016 en la capital española, con apoyo institucional de la Comunidad de Madrid. El evento reunió a representantes de organizaciones deportivas, medios de comunicación, empresas patrocinadoras y expertos del sector.
A partir de 2019, la organización inició un proceso de internacionalización con sedes en diferentes continentes, incluyendo ediciones en Monterrey (México), Riad (Arabia Saudí), Durban (Sudáfrica) y Dubái (Emiratos Árabes Unidos). En Europa, Sevilla se ha consolidado como sede estable de WFS Europe, una de las principales citas del calendario anual.
Durante la pandemia de COVID-19, WFS lanzó WFS Live, un formato completamente virtual que permitió continuar con los contenidos y el networking de manera digital, atrayendo a participantes de más de 100 países.
En 2023, la organización realizó una renovación de identidad visual acompañada del lema «The Football We Want. The Football We Need» (“El fútbol que queremos. El fútbol que necesitamos”), con el objetivo de destacar su enfoque en sostenibilidad, innovación e inclusión.

## Formato y eventos
World Football Summit organiza diferentes tipos de encuentros adaptados a las necesidades de distintos sectores del fútbol profesional:
- Cumbres internacionales: eventos presenciales de varios días con programación de conferencias, sesiones de networking, exposiciones comerciales y premiaciones. Se celebran bajo marcas regionales como WFS Europe, WFS Asia, WFS Africa o WFS Americas, en ciudades anfitrionas como Sevilla, Riad, Durban o Monterrey.[5]
- Foros temáticos: encuentros especializados centrados en áreas como la innovación tecnológica, el fútbol femenino, el desarrollo sostenible o el impacto social. Uno de los más destacados es el Football Innovation Forum, organizado en paralelo a competiciones internacionales como la UEFA Champions League.[8]
- Ediciones virtuales: impulsadas inicialmente en 2020, los eventos digitales bajo el nombre WFS Live han permitido la participación remota de profesionales de la industria desde diversas regiones del mundo.[6]

La programación habitual de los eventos incluye ponencias magistrales, paneles de discusión, talleres interactivos y sesiones privadas de conexión empresarial. Entre los ponentes han figurado ejecutivos de clubes europeos, presidentes de ligas, representantes de FIFA, UEFA, CONMEBOL y empresas como Meta, Google, Visa o Goldman Sachs.

## Premios y reconocimientos
World Football Summit organiza desde 2017 los WFS Industry Awards, un programa de premiación destinado a reconocer prácticas destacadas dentro de la industria global del fútbol. Las categorías abarcan áreas como liderazgo ejecutivo, innovación tecnológica, responsabilidad social, desarrollo del fútbol femenino, infraestructuras, y estrategias de crecimiento internacional.
Los galardones se entregan anualmente durante la celebración de WFS Europe, con un jurado compuesto por profesionales del sector, medios especializados y entidades colaboradoras. Entre las categorías más destacadas se encuentran:
- Mejor Ejecutivo
- Mejor Estrategia de Internacionalización
- Mejor Iniciativa de Fútbol Femenino
- Mejor Innovación Tecnológica
- Mejor Estrategia de Sostenibilidad
- Premio Marcus Rashford (por impacto social y comunitario)
- Football Without Limits (por inclusión de personas con discapacidad)

Entre los premiados en ediciones recientes se incluyen instituciones como UEFA, LaLiga, Sevilla FC, City Football Group, DAZN, y organizaciones como Common Goal o Para Football.
En 2023, el Santiago Bernabéu (España) fue reconocido como Mejor Estadio, y el Marcus Rashford Award fue otorgado a iniciativas centradas en el uso del fútbol como herramienta de transformación social.
El objetivo de los premios, según la organización, es destacar el trabajo "detrás de las cámaras" que impulsa el desarrollo profesional, comercial y ético del fútbol como industria global.

## Iniciativas sociales y alianzas institucionales
World Football Summit desarrolla diversas iniciativas con enfoque social, educativo e inclusivo, en colaboración con organizaciones del tercer sector, entidades deportivas y organismos públicos. Estos programas se centran en la promoción de la igualdad, la accesibilidad y el desarrollo comunitario a través del fútbol.

### Common Goal
Desde 2017, WFS colabora con Common Goal, el movimiento fundado por el exfutbolista Juan Mata que promueve la donación del 1 % de los ingresos del fútbol profesional a causas sociales. World Football Summit fue uno de los primeros eventos internacionales en adherirse al compromiso, destinando un porcentaje de su facturación a proyectos gestionados por esta plataforma.

### Football Without Limits y accesibilidad
En colaboración con la organización social Integrated Dreams, WFS lanzó la iniciativa Football Without Limits, orientada a promover la inclusión de personas con discapacidad en el fútbol. En 2023, esta alianza dio lugar al evento denominado “El partido más inclusivo del mundo”, celebrado en el estadio Benito Villamarín (Sevilla) en cooperación con el Real Betis Balompié y con apoyo de la UEFA.
Durante el encuentro se implementaron medidas específicas de accesibilidad, como:
- Asistencia de 1.740 personas con discapacidad
- Camisetas de los jugadores con números en braille
- Intérpretes en lengua de signos para el himno del club
- Audio descripción para aficionados con discapacidad visual
- Uso del sistema ColorADD para espectadores con daltonismo[13]

Una segunda edición de este evento fue programada junto al Atlético de Madrid en 2024, durante un partido de UEFA Champions League, con el respaldo del Ministerio de Inclusión, Seguridad Social y Migraciones del Gobierno de España [12].

### Liderazgo femenino y Proyecto Menina
En 2023, World Football Summit impulsó el Female Leaders Program, una iniciativa orientada a fomentar el liderazgo femenino en el ecosistema futbolístico mediante talleres, eventos de networking y espacios de mentoría. El programa busca aumentar la representación de mujeres en cargos directivos y técnicos dentro de la industria del deporte.
De esta línea de trabajo surgió el Proyecto Menina, una gira educativa y cultural promovida por WFS para incentivar la participación de niñas y adolescentes en el fútbol. La iniciativa, desarrollada junto a instituciones como BBK y UNESCO, recorre varias ciudades españolas combinando formación, deporte e igualdad de género.

## Ponentes destacados y participación institucional
Desde su primera edición, World Football Summit ha contado con la participación de dirigentes, ejecutivos, exfutbolistas y representantes de organizaciones internacionales vinculadas al deporte, la tecnología, las finanzas, los derechos audiovisuales y la sostenibilidad.
Entre los ponentes que han intervenido en ediciones presenciales o virtuales del congreso se encuentran:
- Organismos internacionales: Gianni Infantino (presidente de FIFA), Fatma Samoura (secretaria general de FIFA), Aleksander Čeferin (presidente de UEFA), y representantes de CONMEBOL, AFC y CAF.[16]
- Ligas y federaciones: Javier Tebas (presidente de LaLiga), Lisa Baird (ex comisionada de la NWSL), y delegados de la Premier League, Bundesliga, Serie A y Saudi Pro League.
- Clubes y propiedad deportiva: Andrea Agnelli (Juventus), Peter Moore (ex CEO de Liverpool FC), Miguel Ángel Gil Marín (Atlético de Madrid), y directivos de City Football Group, Real Betis y Sevilla FC.
- Jugadores y exjugadores: Ronaldo Nazário, Didier Drogba, Juan Mata, Clarence Seedorf, Giorgio Chiellini, Emilio Butragueño y Samuel Eto'o.
- Sector privado y tecnología: ejecutivos de empresas como Meta, Google, Visa, X (antes Twitter), Goldman Sachs, DAZN y S4 Capital.
- Desarrollo social y valores: personalidades como Muhammad Yunus (Premio Nobel de la Paz), Khalida Popal (activista afgana), Ion Vilcu (UNWTO), y Jennie Joseph (partera y educadora).

La presencia de estas figuras ha sido destacada en medios deportivos y generalistas como Cadena SER y UEFA.com, que han señalado el papel del congreso como espacio de diálogo sobre los desafíos contemporáneos del fútbol global.

## Impacto económico y cobertura mediática
Los eventos organizados por World Football Summit han tenido un impacto económico positivo en las ciudades anfitrionas, según estimaciones divulgadas por medios locales y regionales. Este impacto incluye el gasto de asistentes en alojamiento, restauración, transporte, contratación de servicios y la proyección internacional de los destinos que albergan las ediciones del congreso.
En 2024, la edición de WFS Europe celebrada en Sevilla generó un impacto estimado de 40 millones de dólares, según fuentes recogidas por medios especializados en economía del deporte. Por su parte, la edición asiática organizada en Riad (Arabia Saudí) el mismo año registró un impacto económico de aproximadamente 24,5 millones de dólares, considerando tanto el turismo de negocios como la inversión pública y privada movilizada.
En 2025, la organización recibió el sello de calidad Madrid Excelente, otorgado por la Comunidad de Madrid a empresas destacadas en criterios de innovación, sostenibilidad, ética y proyección internacional.
En cuanto a su visibilidad, WFS mantiene presencia en medios como El País, AS, Cadena SER, Infobae, UEFA.com o The Guardian, además de contar con canales propios como un boletín semanal, un pódcast profesional y presencia en redes sociales como LinkedIn, Instagram, X y YouTube.